# Petr Voříšek
Petr Voříšek (* 19. März 1979 in Děčín, Tschechoslowakei) ist ein ehemaliger tschechischer Fußballspieler, der kurzzeitig auch als -trainer tätig war.

## Karriere

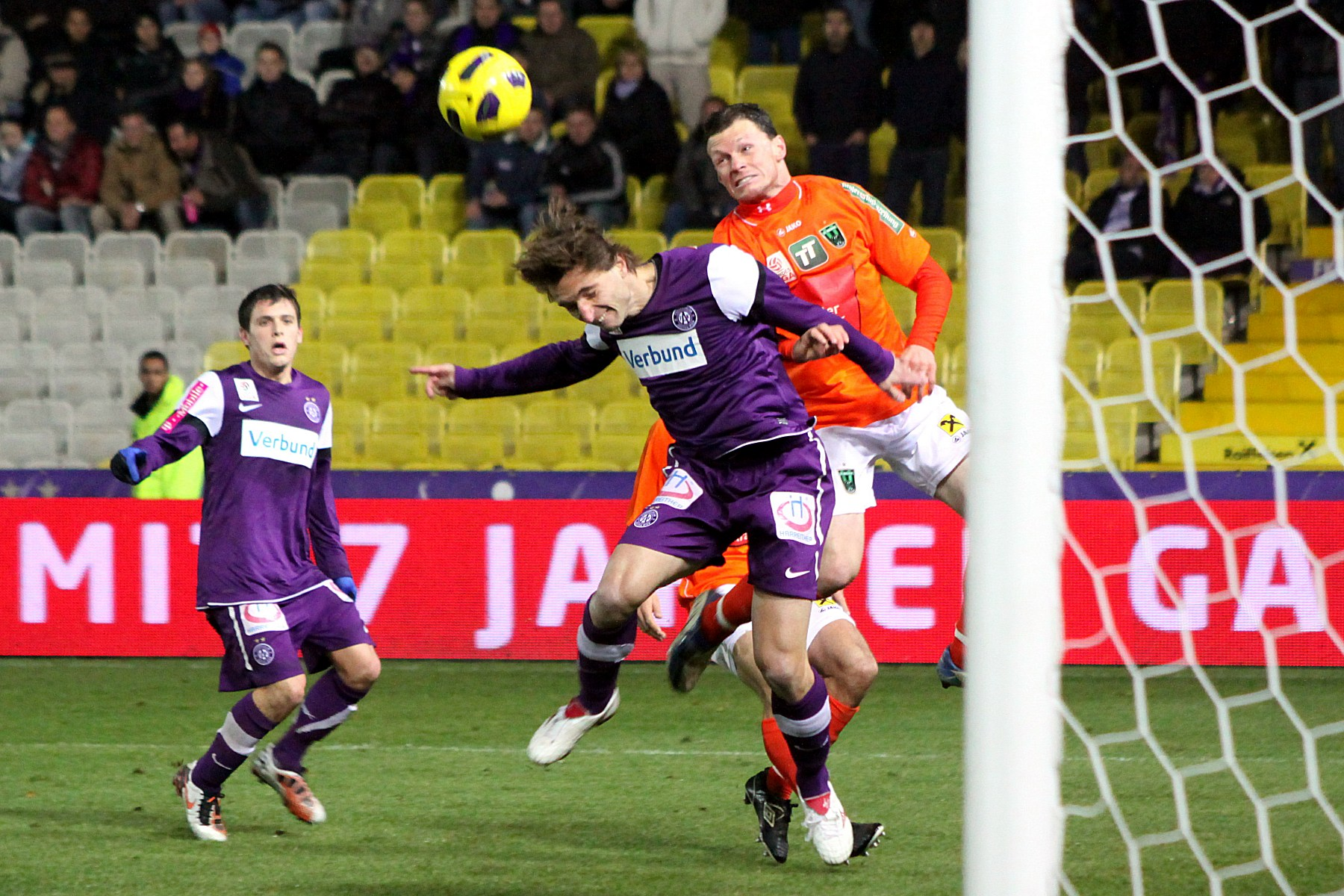
Petr Voříšek (Mitte) im Zweikampf mit Marcel Schreter (2010)

Voříšeks Jugendvereine waren Pelikan Děčín, Kovostroj Děčín und Lokomotiva Děčín, ehe er zu FK Chomutov wechselte. 2001 ging er zum FK Teplice, von wo er 2003 für rund 800.000 Euro zu Sparta Prag übersiedelte. In der Saison 2005/06 spielte der Tscheche auf Leihbasis beim SV Pasching, der damals als FC Superfund auftrat.
Von Sommer 2006 an war er eine Saison lang zum SK Rapid Wien verliehen. Trotz großen Interesses an einer Weiterverpflichtung seitens der Wiener im Sommer 2007 zerschlugen sich die Verhandlungen mit Sparta Prag und Voříšek musste den Verein verlassen. In der Hinrunde der Saison 2007/08 war er an den FK Mladá Boleslav ausgeliehen, in der Winterpause holte ihn Sparta zurück.
Voříšek spielte viermal im tschechischen Fußballnationalteam und mit Sparta Prag in der Champions League.
Bekannt ist Voříšek für seine Schussstärke. So erzielte er in der Saison 2006/07 für den österreichischen Rekordmeister vier Tore, alle aus Entfernungen von 25 bis 35 Metern.
Seine Stammposition war früher das defensive Mittelfeld, beim SK Rapid wurde unter Trainer Peter Pacult jedoch auch regelmäßig als rechter Außenverteidiger eingesetzt, auf gleicher Position spielte er auch bei Sparta Prag. Im Januar 2009 wechselte Voříšek auf Leihbasis zum SCR Altach.
Im Juni 2009 unterschrieb er einen Zweijahresvertrag mit Option auf ein weiteres Jahr bei Austria Wien. Im Sommer 2011 kehrte Vorisek zu Altach zurück.
Nach einem Jahr beim SC Altach wechselte Vorisek in die Regionalliga Mitte zum SV Wallern. Dort verbrachte er vier Jahre, wobei 2013/14 mit dem vierten Tabellenplatz die beste Leistung gelang. In der Sommerpause vor der Saison 2015/16 übernahm Voříšek, der zugleich als Mannschaftskapitän agierte, das Amt des Cheftrainers beim SV Wallern und löste damit Harald Gschnaidtner ab, der den Verein zuvor fünfeinhalb Jahre lang trainiert hatte. Zur Saison 2016/17 wechselte er als Spieler in die OÖ Liga zum SV Gmunden. Diesem gehörte er bis zum Sommer 2019 an, trat nebenbei auch als Jugendtrainer in Erscheinung, war für mehrere Monate Trainer der Kampfmannschaft und wechselte in weiterer Folge zur Union Michaelnbach, die er jedoch im Zuge der COVID-19-Pandemie im Februar 2020 wieder verließ und sich in seiner Heimat dem Amateurklub FK Junior Děčín anschloss. Bei diesem war er bis zum Sommer 2023 aktiv und beendete – mittlerweile 44-jährig – in weiterer Folge seine Karriere als Aktiver.
Ab Oktober 2016 war Voříšek im Besitz der UEFA-A-Trainerlizenz.